# Звёздный бульвар
Звёздный бульва́р — улица бульварного типа на севере Москвы, в Останкинском районе Северо-Восточного административного округа; между проспектом Мира и Новомосковской улицей. Звёздный бульвар состоит из двух проезжих полос, разделённых широким сквером (около 120 м). Особенностью Звёздного бульвара является то, что движение от проспекта Мира до улицы Цандера — левостороннее, а от улицы Цандера до Новомосковской улицы — правостороннее. Именно «Звёздный бульвар» называется местная газета Северо-Восточного административного округа.

## Происхождение названия
Проспект назван 31 января 1964 года по расположению близ монумента «Покорителям космоса». Находится в районе, где сгруппированы названия на тему освоения космоса. Часть северного проезда бульвара прежде называлась 1-я Новоостанкинская улица. Она возникла в 1928 году при застройке посёлка Новое Останкино.

## История
Бульвар образован на месте заключённой в 1964 году в трубу реки Копытовки. В начале бульвара видны береговые склоны и южный проезд бульвара на несколько метров выше северного. Южный проезд бульвара застроен в 1950-х годах, а северный — в 1958—1963 годах пятиэтажными и восьмиэтажными домами на месте бывшего посёлка Новое Останкино. Девятиэтажный жилой дом (№ 5), построенный в 1964 году по финскому проекту, был первый в СССР дом из панелей, изготовленных на вибропрокатном стане.
По бульвару проходит линия электропередачи к трансформаторной электроподстанции «Ростокино».

## Расположение
Звёздный бульвар начинается от проспекта Мира и идёт в юго-западном направлении. Правая сторона отходит от проспекта вместе с Останкинским проездом, а левая сторона — напротив улицы Кибальчича. В начале бульвара организовано левостороннее движение, далее после пересечения справа улицы Цандера, а слева — 6-го Новоостанкинского проезда движение стало обычным правосторонним. Затем бульвар пересекает слева проезд Ольминского и улицу Бочкова, поворачивает на запад и заканчивается на большом перекрёстке, где Шереметьевская улица разделяется на Аргуновскую и Новомосковскую улицы. Сюда же вливается Калибровская улица.

## Сквер

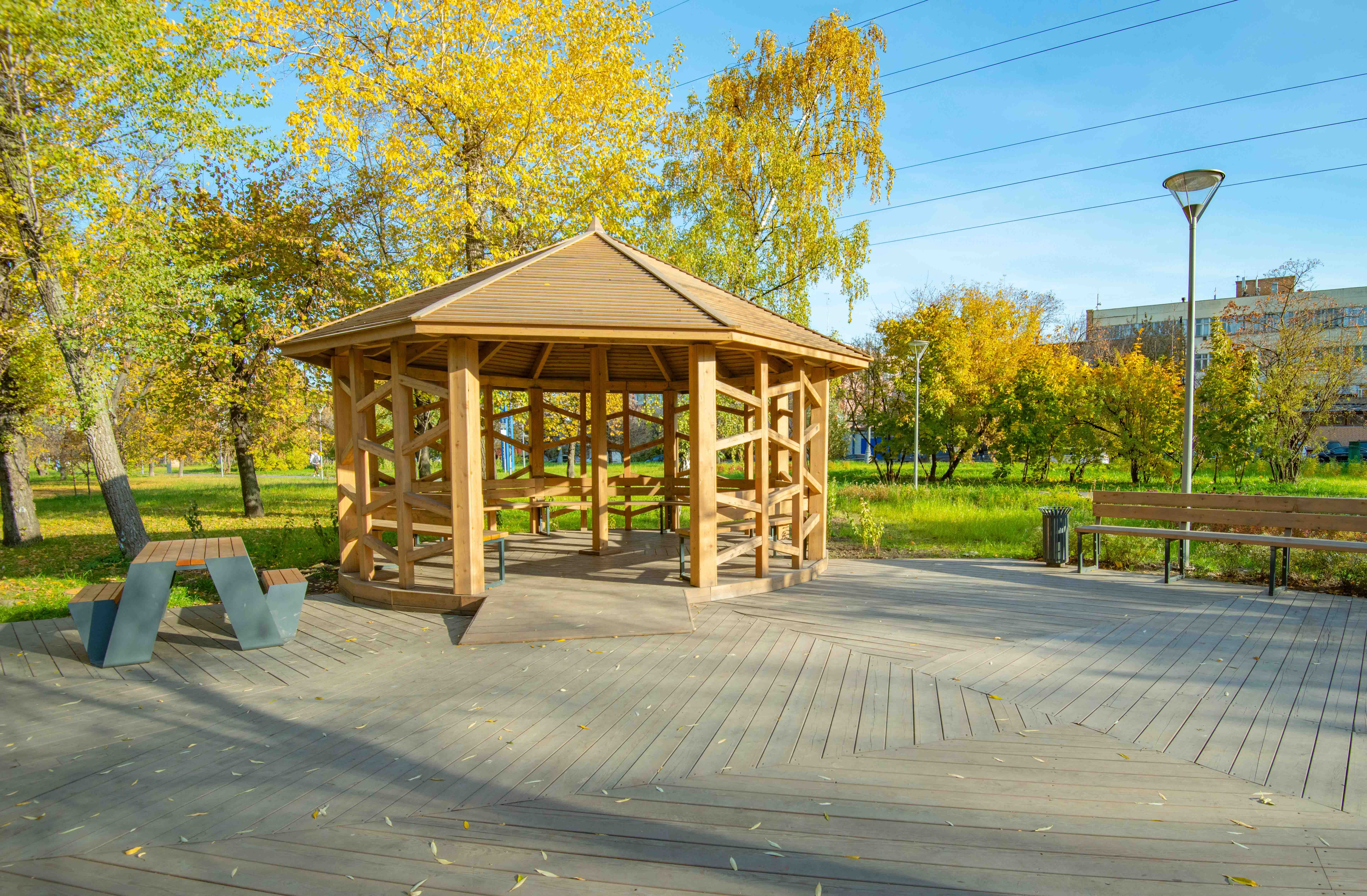
Беседка на бульваре

Вдоль зелёной зоны бульвара находится сквер площадью около 11,6 га и протяженностью около километра. В сквере проложены прогулочные тропы, установлены скамейки, в северо-восточной части есть воркаут-площадка и детская площадка. В 2021 году была обновлена центральная часть бульвара от 6-го Новоостанкинского проезда до улицы Годовикова. В северной части этого участка была построена детская площадка с деревянным игровым комплексом в виде крепости, балансирами и игрушечным экскаватором. Покрытие площадки по просьбе местных жителей было выполнено из кварцевого песка. В южной части участка находится зона отдыха с деревянной беседкой и столами со встроенными скамейками. Вдоль дорожек сквера установлены дог-боксы.

## Примечательные здания и сооружения
по нечётной стороне:
- Дом 1 — спортивно-технический клуб «Гипромез»; «Дельта-пресс»;
- Дом 5 — экспериментальный девятиэтажный пятиподъездный жилой дом серии II-57. На момент строительства дом значился по проезду Ольминского. Это первый в СССР дом, построенный из панелей, изготовленных на вибропрокатном стане (1964; архитекторы З. М. Розенфельд, В. П. Сергеев, А. Б. Самсонов, Л. Г. Мордвишова, инженеры В. А. Шевченко, Е. Л. Каплан, Н. Я. Козлов, А. Л. Бергер, А. Н. Красильников)[5]. В своё время получил название «Белый лебедь». Это было особое строение, построенное по финскому проекту, с улучшенным дизайном, разноцветными окантовками окон, улучшенной планировкой квартир, полностью оборудованной и встроенной кухней и самыми первыми в истории Москвы электроплитами. В этом доме селили заслуженных и примечательных людей, в частности, во 2-м подъезде[6] жила мать Зои Космодемьянской, к которой толпами приходили экскурсии, посетители, пионеры, соседские дети. В том же подъезде жил известный инженер Рудольф Щукин (Керн), работавший в команде Королева и занимавшийся жизнеобеспечением космических кораблей.

Позднее, на месте двух розовых бараков во дворе, были построены два точечных дома, которые назвали корпус 2 и 3. В корпусе № 2 жил актёр Валентин Никулин.
- Дом 7 — Управление организации пожаротушения МЧС России;
- Дом 9 — Трансформаторная электроподстанция «Ростокино»;
- Дом 15 — Специализированная автобаза АТП № 1 Мосводоканал ГУП;
- Дом 17 — издательско-полиграфический комплекс ИТАР-ТАСС;
- Дом 19 — основной магазин фирмы «Никс»; Проектмашприбор; Связьстройинвест; турагентство «Office Travel»;
- Дом 19, строение 1 — НПК «Электрооптика»;
- Дом 21 — издательство «АСТ»; ГПИ-2; Проектмашдеталь; «Чистый Свет», Auvix
- Дом 21, строение 1 — Интерпромприбор; ГПИ-7;
- Дом 21, строение 3 — издательский дом «Нексион»; журналы «Рыбалка на Руси», «На рыбалку», «Охота», «Спиннинг traveller», «Что нового в науке и технике», «Большой бизнес»; компания «Атласы национальных автодорог»;
- Дом 23, строение 10 — банк «Петрокоммерц»;
- Дом 23 — здание хлебозавода-автомата № 11 (1936, здание цилиндрической формы с технологией выпечки по кольцевой системе Георгия Марсакова)[8].

по чётной стороне:
- Дом 4 — библиотека № 97 им. О. Э. Мандельштама СВАО;
- Дом 12/1 —жилой дом. Здесь жил учёный, художник, поэт, философ, изобретатель А. Л. Чижевский[9].
- Дом 40 — торговый дом «Звёздный».

## Транспорт
- У начала бульвара — южный выход со станции метро «ВДНХ».
- По бульвару проходят маршруты автобуса № с511, с585, 538 и 561.